# NGC 6825
NGC 6825 (również PGC 63535) – zwarta galaktyka (typ C), znajdująca się w gwiazdozbiorze Smoka. Odkrył ją Edward D. Swift 18 września 1884 roku.